# جيولا إم. زابو
جيولا إم. زابو (بالألمانية: Gyula M. Szabó) (ولد عام 1979  م) هو عالم فلك مجري، ولد في سيجد.
ساهم جيولا إم. زابو في اكتشاف العديد من الكواكب الصغيرة, و أول تلك الاكتشافات كان في 22 من أكتوبر عام 1998.[بحاجة لمصدر]